# Shin Kyeong-nim
Shin Kyeong-nim (en coréen : 신경림) est un écrivain sud-coréen né le 6 avril 1936 à Chungju (Corée japonaise) et mort le 22 mai 2024 à Ilsan (Gyeonggi, Corée du Sud).

## Biographie
Shin Kyeong-nim étudie l'anglais à l'université Dongguk, et fait ses débuts littéraires dès 1956, puis, après un long silence, recommence à écrire vers 1965. Son premier recueil, Danses des paysans (Nongmu, 1973, édition augmentée 1975), se fait remarquer dès sa publication. Suivront Le col de Mun-gyeong (Saejae, 1979), Franchir la lune (Dal neomse 1985), La rivière Namhan (Namhangang, 1987), Chant d'un amour pauvre (Gananhan sarang norae, 1988), Le chemin (Gil, 990), Le rêve d'un homme abattu (Sseureojin ja-ui kkum, 1993), La silhouette de ma mère et de ma grand-mère (Eomeoniwa halmeoni-ui shiluet, 1998), La corne (Ppul, 2002). Il a également publié plusieurs essais et des ouvrages de critique littéraire. Le recueil de poèmes Le rêve d'un homme abattu (Sseureojin ja-ui kkum) a été traduit en français (Paris, Gallimard, 1995). L'auteur a reçu le prix des Écrivains coréens (1981), le prix Isan (1990), le prix Danjae (1994), le prix Daesan (1998) et le prix Manhae (2002).

## Œuvre
Shin Kyeong-nim emprunte parfois les rythmes de la chanson traditionnelle pour exprimer les préoccupations des classes populaires. Poète qui partage la douleur des opprimés, il a toujours conservé cet esprit critique qui souligne les contradictions de la société.
D’après Patrick Maurus, son traducteur : « Il se tient simplement à l’écoute du menu peuple qu’il connaît et qu’il aime, même s’il avoue ne pas toujours le comprendre, et il en fait, sans pleurnicheries ni dogmatisme, le héros permanent de ses poèmes insoumis. Quand tant d’autres ne pensent que nationalisme et commettent au kilomètre une poésie mort-née, Shin, à coups de brefs poèmes qui sont autant de tableaux discrètement narratifs et terriblement révélateurs, contribue avec une patiente efficacité à la création d’une poésie nationale régénérée : car son apport essentiel, à part ses "mauvaises pensées", est un travail en profondeur sur la métrique et les rythmes de la poésie coréenne ».
Shin Kyeong-nim est ainsi largement connu en tant que « poète du peuple », Il a passé la majeure partie de sa vie à écrire sur les gens de la campagne. Les poèmes de son premier recueil, La danse de l'agriculteur (Nongmu), sont cohérents et réalistes dans leur représentation des réalités de la vie agricole, mais conservent un certain sens du lyrisme poétique qui leur donne une mesure pleine de grâce.
Citation :

« La danse des paysans

Le gong résonne, le rideau est tombé

Sur l’estrade qu’éclaire l’ampoule, les fleurs du paulownia sont suspendues

Sur le terrain de sport qu’ont quitté les spectateurs

Le visage couvert de fard nous buvons

Enivrés par les premières gorgées de soju devant l’école. »

— (Traduction par Kim Bona)

## Publications

### Poésies
- 농무 Danse des paysans  (1973)
- 남한강 La rivière Namhan (1985)
- 가난한 사랑노래 Pauvre chanson d'amour (1988)
- 길 La route (1990)
- 어머니와 할머니의 실루엣 La silhouette de ma mère et de ma grand-mère (1998).

#### Traduction en français
- Le Rêve d'un homme abattu : Choix de Poèmes, Paris :  Gallimard (1995)

## Distinctions
- 1981 : Prix littéraire Ch’angjak
- 1990 : Prix littéraire Isan
- 1994 : Prix littéraire Tanjae
- 1998 : Prix littéraire Daesan dans la catégorie poésie pour La silhouette de ma mère et de ma grand-mère
- 1998 : Prix Gongcho[3] pour La silhouette de ma mère et de ma grand-mère
- 2001 : Prix littéraire bouddhique Hyŏndae
- 2002 : Prix littéraire Manhae
- 2007 : Prix littéraire Sikada
- 2009 : Prix littéraire Ho-Am